# Araneus appendiculatus
Araneus appendiculatus là một loài nhện trong họ Araneidae.
Loài này thuộc chi Araneus. Araneus appendiculatus được Władysław Taczanowski miêu tả năm 1873.